# Rosendo Balinas
Rosendo Carreon Balinas, Jr. (ur. 10 września 1941 w Manili, zm. 24 września 1998 w Antipolo) – filipiński szachista, arcymistrz od 1976 roku, z zawodu prawnik.

## Kariera szachowa
Od połowy lat 60. należał do ścisłej czołówki filipińskich szachistów, sześciokrotnie triumfując w otwartych mistrzostwach kraju. Pomiędzy 1964 a 1976 rokiem pięciokrotnie uczestniczył w szachowych olimpiadach, rozgrywając 73 partie, w których zdobył 43 punkty. W roku 1966 uzyskał drugi indywidualny wynik na III szachownicy, za który otrzymał srebrny medal olimpijski. 
Jeden z pierwszych międzynarodowych sukcesów odniósł w roku 1968 w Manili, dzieląc II miejsce (wspólnie ze Svetozarem Gligoriciem, za Rubenem Rodriguezem). W 1975 podzielił III miejsce w turnieju strefowym (eliminacji mistrzostw świata) w Melbourne oraz zajął VI miejsce w kolejnym międzynarodowym turnieju rozegranym w stolicy Filipin, odnosząc słynne zwycięstwo nad Bentem Larsenem (czarnymi bierkami w debiucie Larsena). W następnym roku podzielił IV miejsce w Dortmundzie (wspólnie z Andrzejem Sydorem, za Olegiem Romaniszynem, Janosem Fleschem i Anthony Milesem) oraz odniósł życiowy sukces, samodzielnie zwyciężając (przed m.in. Lwem Alburtem, Władimirem Sawonem, Konstantinem Lernerem, Władimirem Tukmakowem i Dawidem Bronsteinem) w Odessie. Pod koniec lat 70. popadł w konflikt z Florencio Campomanesem (późniejszym prezydentem Międzynarodowej Federacji Szachowej, wówczas prezydentem Filipińskiej Federacji Szachowej), w wyniku którego został odsunięty od występów w reprezentacji kraju oraz od gry w turniejach organizowanych na Filipinach. W kolejnych latach nie uzyskał już spektakularnych rezultatów, a od połowy lat 80. startował prawie wyłącznie w otwartych turniejach w Stanach Zjednoczonych. Jeden z ostatnich w życiu turniejów rozegrał jednak w swoim własnym kraju, w Manili w 1997 roku.
Zmarł 24 września 1998 r. z powodu raka wątrobowokomórkowego.
Najwyższy ranking w karierze osiągnął 1 stycznia 1978 r., z wynikiem 2440 punktów zajmował wówczas 2. miejsce (za Eugenio Torre) wśród filipińskich szachistów.